# Elaphrerga
Elaphrerga är ett släkte av fjärilar. Elaphrerga ingår i familjen praktmalar, Oecophoridae.
Kladogram enligt Catalogue of Life:
| Elaphrerga | \| \| Elaphrerga eucentrota \| \| \| \| \| \| Elaphrerga rhythmica \| \| \| \| |
|            | \| \| Elaphrerga eucentrota \| \| \| \| \| \| Elaphrerga rhythmica \| \| \| \| |
|            | Elaphrerga eucentrota                                                          |
|            |                                                                                |
|            | Elaphrerga rhythmica                                                           |
|            |                                                                                |